# Torre di San Matteo
La torre di San Matteo  si trova a nel centro storico di Montopoli in Val d'Arno. Di origine
tardo medievale, è stato oggetto di diversi interventi e trasformazioni dal XV al XVIII secolo. Realizzata in mattoni a faccia vista, consta di vari piani da cui, in particolare dall'ultimo, si gode un meraviglioso panorama della Valle dell'Arno dai monti pisani alle Alpi Apuane ed all'Appennino pistoiese.

## Storia e descrizione
Le fonti hanno tramandato scarne notizie sulla Torre di San Matteo. Sappiamo con certezza che nel 1431 vi mise mano Neri Capponi, inviato dalla Repubblica di Firenze per rafforzare il castello di Montopoli, probabilmente sistemando una struttura turriforme precedente.
Osservando il lato nord-ovest si nota infatti come la prima versione dell’edificio qui fosse aperta, mentre era costituita da una muratura continua sugli altri tre prospetti. Si trattava per ciò di una torre di guardia rompi-tratta lungo la cinta muraria medievale del castello che presso questo punto doveva formare un angolo.
La costruzione in alto in origine terminava con dei merli, poi inglobati nella muratura destinata a sorreggere il tetto. Ciò avvenne quando il lato aperto fu chiuso, ad eccezione di alcune finestre e porte, tamponate con un’altra muratura in un periodo ancora successivo.
Una volta demolita la cinta, altre trasformazioni si sono succedute, quali l'addossamento di una casupola e l’appoggio di un muro di recinzione ortiva, rimossi in occasione dei restauri della vicina piazza e della torre stessa tra la fine del XX secolo e il primo decennio del successivo.
Grazie ai recenti restauri si è potuto procedere al recupero della torre e al suo inserimento nel Sistema Museale Montopolese.

## Galleria d'immagini

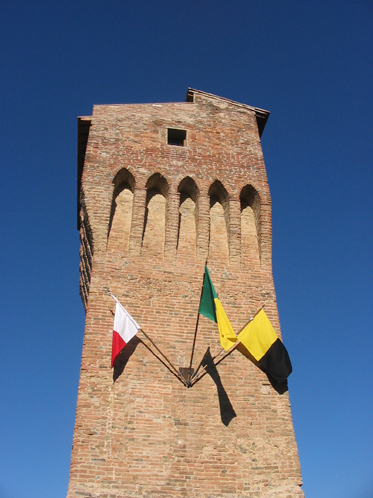
Torre di San Matteo con le bandiere delle contrade
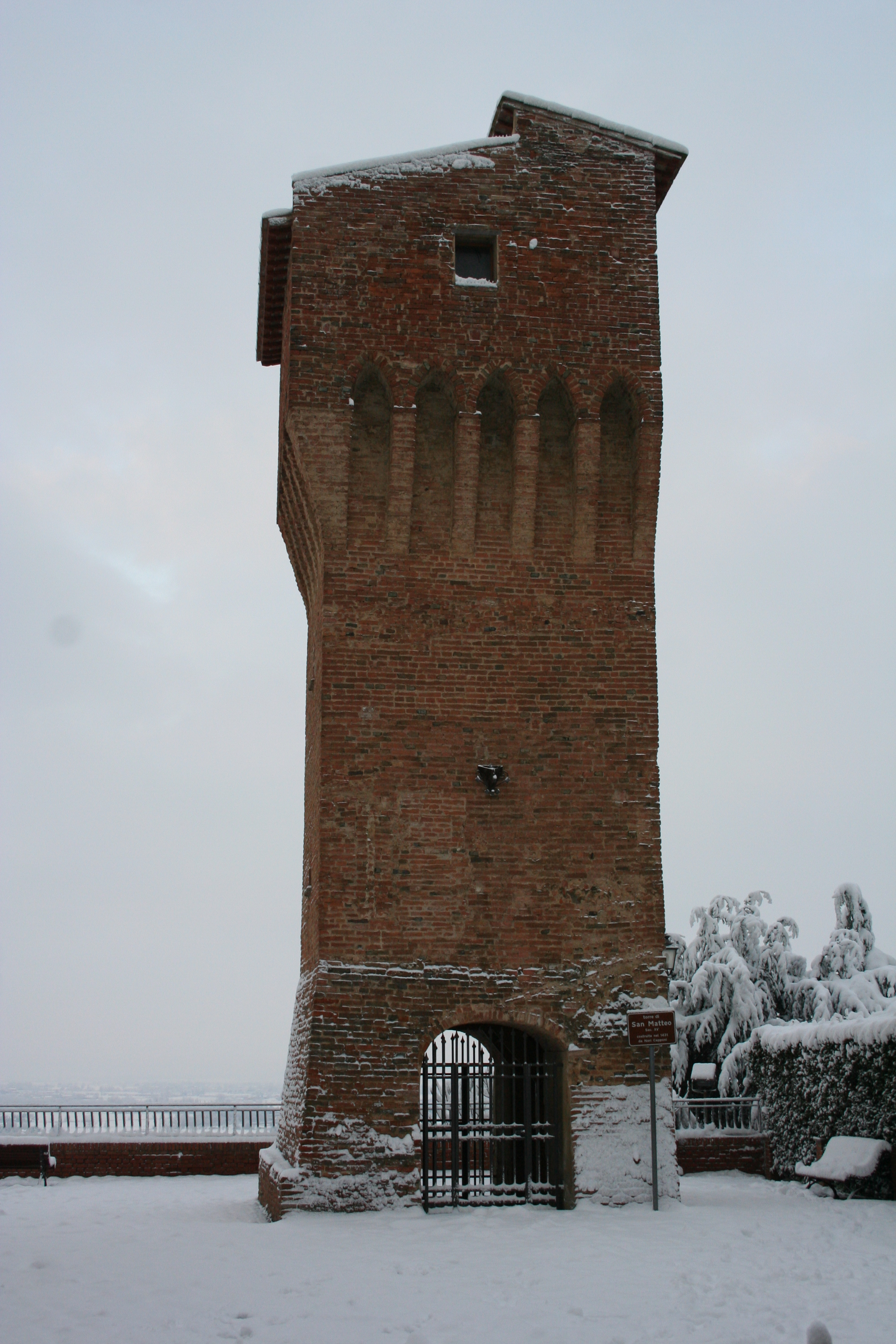
Torre nella neve